# Samožna vas
Samožna vas (nemško Untersammelsdorf) je naselje v Občini Škocjan v Podjuni v Okraju Velikovec na Koroškem v Avstriji.